# Air Mobility Command
Pour les articles homonymes, voir AMC.
L'Air Mobility Command (AMC) est l'un des grands commandements de l'US Air Force regroupant la plupart des unités de transport et de ravitaillement en vol. Il est formé le 1er juin 1992, après la dissolution du Strategic Air Command et Military Airlift Command. Il dépend du United States Transportation Command.

## Organisation
Le quartier général en juin 2006 est à Scott Air Force Base dans l'Illinois.
Toutes les unités de l'AMC sont regroupées dans une unique Air Force, la 18th Air Force dont l'organisation est la suivante :
- 15th Expeditionary Mobility Task Force à Travis Air Force Base en Californie
  - 615th Contingency Response Wing à Travis AFB
  - 715th Air Mobility Operations Group à Hickam Air Force Base à Hawaii
- 21st Expeditionary Mobility Task Force à McGuire Air Force Base dans le New Jersey
  - 621st Contingency Response Wing à McGuire AFB
  - 721st Air Mobility Operations Group à Ramstein Air Base en Allemagne

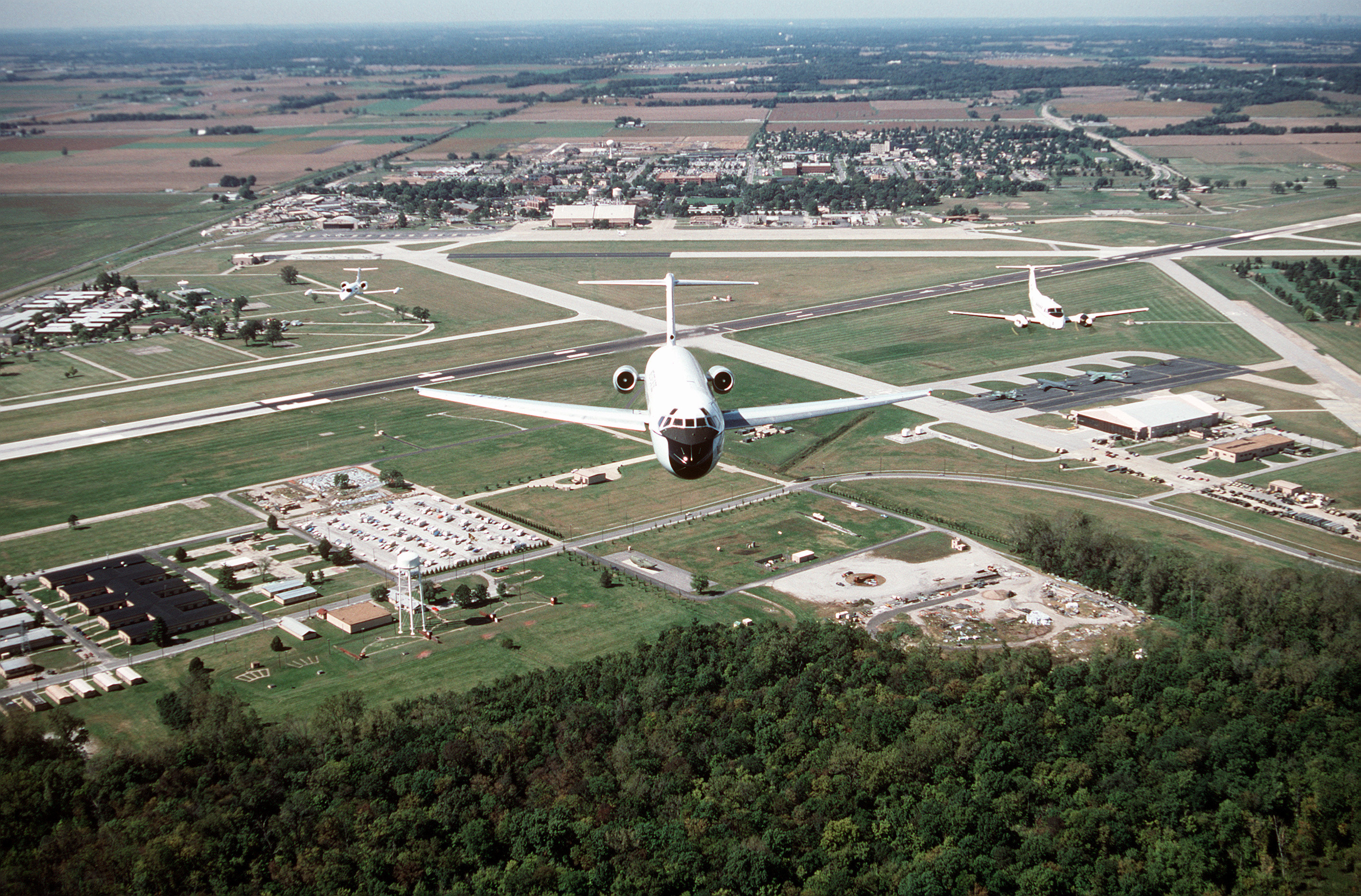
Un C-9A, un C-21A et un C-12F du 375th AW vus en 1993 au-dessus de la base de Scott AFB, quartier général de l'Air Mobility Command.

- 6th Air Mobility Wing à MacDill Air Force Base en Floride
- 375th Airlift Wing à Scott Air Force Base dans l'Illinois
- 89th Airlift Wing à Andrews Air Force Base dans le Maryland
- 22nd Air Refueling Wing à McConnell Air Force Base dans le Kansas
- 92nd Air Refueling Wing à Fairchild Air Force Base dans l'État de Washington
- 43rd Airlift Wing à Pope Air Force Base en Caroline du Nord
- 436th Airlift Wing à Dover Air Force Base dans le Delaware
- 305th Air Mobility Wing à McGuire AFB dans le New-Jersey
- 60th Air Mobility Wing à Travis AFB en Californie
- 437th Airlift Wing à Charleston Air Force Base en Caroline du Sud
- 319th Air Refueling Wing à Grand Forks Air Force Base dans le Dakota du Nord
- 62nd Airlift Wing à McChord Air Force Base dans l'État de Washington
- 19th Air Refueling Wing à Robins Air Force Base en Géorgie
- 317th Airlift Group à Dyess Air Force Base dans le Texas
- 436rd Airlift Group à Little Rock Air Force Base dans l'Arkansas
- Tanker Airlift Control Center à Scott AFB dans l'Illinois